# Helge Rosvaenge
Helge Rosvaenge (ook wel Roswaenge of Rosvænge, eigenlijke naam Helge Anton Rosenvinge Hansen) (Kopenhagen, 29 augustus 1897 - München, 19 juni 1972) was een Deense tenor.

## Levensloop
Rosvaenge studeerde scheikunde aan de Technische Universiteit in Kopenhagen en haalde zijn ingenieursdiploma. Naast zijn studie nam hij zanglessen. In 1921 debuteerde hij in Neustrelitz in de rol van Don José in de opera Carmen.
De volgende jaren was hij verbonden aan operagezelschappen in Altenburg, Bazel en Keulen. In 1929 sloot hij een contract met de Staatsoper Berlin na het vertrek van Richard Tauber; in 1930 ging hij ook een verbintenis aan met de Wiener Staatsoper.
Naast zijn werkzaamheden in Berlijn en Wenen trad hij ook op in andere operahuizen in Europa. Vanaf 1932 zong hij regelmatig tijdens de Salzburger Festspiele. Zijn specialismen waren de opera’s van Mozart en de rol van Florestan in Fidelio van Ludwig van Beethoven. Daarnaast trad hij vaak op in Italiaanse opera’s van onder anderen  Verdi en Puccini. Hij heeft maar twee maal opgetreden in een opera van Richard Wagner, beide malen, 1934 en 1936, in Parsifal tijdens de Bayreuther Festspiele. Hij zong wel aria’s uit andere opera’s van Wagner voor platenopnamen. Hij zong ook in operettes. In totaal heeft hij meer dan 100 verschillende rollen gezongen. In zijn gloriedagen gaf hij meer dan tweehonderd voorstellingen per jaar.
Rosvaenge stond bekend om zijn flexibele stem met een bereik van de lage C tot de hoge D. Hij was naast zijn optredens een veelgevraagde zanger voor platenopnamen.
In 1933 werd hij in Graz lid van de Oostenrijkse tak van de NSDAP (die overigens in datzelfde jaar nog verboden werd). In de volgende jaren liet hij vele malen zijn nationaalsocialistische gezindheid blijken. Hij was een van de gasten bij de bruiloft van Hermann Göring en Emmy Sonneman in 1935. (De Staatsoper Berlin viel overigens onder Göring in zijn functie als minister-president van Pruisen.) In 1938 correspondeerde Rosvaenge met Joseph Goebbels over de productie van een nationaalsocialistische opera. Deze opera kwam er inderdaad. Hij heette Königsballade; de componist was Rudolf Wille, de librettist Otto Emmerich Groh. Hij ging in 1939 in Wenen in première; Rosvaenge zong de mannelijke hoofdrol. Tijdens de Tweede Wereldoorlog trad hij regelmatig op voor de Duitse troepen. Intussen bleef hij wel steeds Deens staatsburger.
In augustus 1944 zetten Hitler en Goebbels Rosvaenge op de Gottbegnadeten-Liste van onmisbare kunstenaars. Wie op deze lijst stond, kon niet voor de krijgsdienst of vervangende diensten worden opgeroepen. Rosvaenge was een van de twee niet-Duitsers op de lijst; de andere was de acteur en operettezanger Johannes Heesters.
Toen Berlijn in april-mei 1945 door het Rode Leger was bezet, brachten de Russen Rosvaenge naar een interneringskamp bij Krasnogorsk, waar hij een paar maanden gevangen werd gehouden. Vandaar brachten ze hem via Leningrad over naar Helsinki. Van daaruit reisde hij via Stockholm naar zijn vaderland terug.
In Denemarken kreeg hij als collaborateur geen werk meer. Hij vertrok naar Spanje. In 1946 vierde hij zijn 25-jarig jubileum als operazanger met de rol van Turiddu in Cavalleria rusticana tijdens het operafestival van Las Palmas de Gran Canaria. Daarna nam hij zijn oude beroep van chemisch ingenieur weer op. In 1948 besloot hij weer te gaan zingen. Hij reisde naar Zwitserland.
In de jaren daarop trad hij weer op in Bazel, Zürich, Luzern en Salzburg en was hij weer verbonden aan de Wiener Staatsoper (tot in 1958) en de Staatsoper Berlin (tot in de vroege jaren zestig). Dat de Staatsoper Berlin nu in de DDR opereerde, was kennelijk geen beletsel om een zanger met een naziverleden aan te trekken. Rosvaenge nam ook een groot aantal platen op voor het DDR-platenmerk Eterna. Ook zijn tweede autobiografie, Mach es besser mein Sohn, publiceerde hij in de DDR.
Vanaf 1958 werd Rosvaenge minder actief. Hij brak met de Wiener Staatsoper, omdat Herbert von Karajan, de artistiek directeur van de Staatsoper, voortaan alle operarollen in de oorspronkelijke taal wilde laten zingen. Rosvaenge, die gewend was zijn rollen in Italiaanse opera’s in het Duits te zingen, wilde de teksten niet opnieuw leren. Hij trad nog wel op in de Wiener Volksoper. Hij bleef zingen tot vlak voor zijn dood in 1972. In de winter van 1963 op 1964 ging hij op reis naar New York, waar hij onder andere in de Carnegie Hall zong. Zijn laatste optreden was in de opera Yolimba van Wilhelm Killmayer, kort voor zijn dood. In zijn laatste jaren gaf hij ook privélessen als zangleraar.
Hij overleed op 74-jarige leeftijd in München. Zijn lichaam werd naar Denemarken overgebracht en begraven in Glostrup.
Sinds 1983 heeft Wenen een Rosvaengegasse. Gezien het naziverleden van de naamgever staat de naam al enkele jaren ter discussie.

## Privéleven
Rosvaenge was getrouwd met de zangeres Ilonka Holndonner (1895-1985). Hij schreef twee autobiografieën, Lache Bajazzo: Ernstes und Heiteres aus meinem Leben uit 1953 en Mach es besser mein Sohn: ein Tenor erzählt aus seinem Leben uit 1962. In 1964 publiceerde hij Leitfaden für Gesangsbeflissene : Eine heitere Plauderei über ernste Dinge, een boek over de zangtechniek.

## Films waarin Rosvaenge optrad
- Der Knalleffekt (1932)
- Verlieb dich nicht am Bodensee (1935)
- Martha (Letzte Rose) (1936)
- Salzburg, die Festspielstadt (documentaire, 1938/1939)
- Die Banditen (tv-uitzending van de opéra-bouffe Les brigands van Offenbach, 1962)
- Die Landstreicher (tv-uitzending van de gelijknamige operette van Carl Michael Ziehrer, 1968)
- Walzertraum (tv-uitzending van de gelijknamige operette van Oscar Straus, 1969)